# Arny Berry
Pour les articles homonymes, voir Berry (homonymie).
Arny Berry est un dramaturge, metteur en scène de théâtre et comédien français, né en 1982 à Paris.

## Biographie
Fils du réalisateur américain John Berry et de la comédienne française Myriam Boyer, il est aussi le demi-frère du comédien Clovis Cornillac et du réalisateur Dennis Berry.
En 2010, il monte sa compagnie de théâtre, qui a pour objectif de proposer des spectacles populaires, inventifs articulés autour de la pensée, notamment celle de Jean Baudrillard.
Arny Berry a reçu en 2006, pour son texte Jadis, l’aide à la création de la Direction de la musique, de la danse, du théâtre et des spectacles. Depuis 10 ans, il a monté de nombreux spectacles, dont L'Empire au Vingtième Théâtre, La Peau douce au New Morning, ainsi que Méta/scanning Hamlet, spectacle finaliste du concours jeunes metteurs en scène au Théâtre 13. Il a également réalisé quelques courts métrages ainsi qu’un entretien avec Edgar Morin : Traverses.
Il travaille pour la compagnie Point C.
Il a été l’assistant de Philippe Calvario, Antoine Bourseiller, Gérard Gelas…

## Dramaturge
- 2001 : Naissance d’une tragédie
- 2002 : Blue Train
- 2003 : Utopia 421
- 2004 : 45 E Parallèle
- 2005 : Jadis
- 2006 : Soleil noir
- 2007 : L'Empire
- 2007 : Edonis Darhma
- 2007 :  Les Adieux du camarade Solitiaritch
- 2008 : Gore
- 2009 : La Peau douce
- 2011 : Meta/Scanning Hamlet
- 2017 : Le Paradis des ombres

## Théâtre

### Metteur en scène
- 2001 : Sweet Mary, Festival off d'Avignon
- 2002 : Naissance d’une tragédie, Arènes de Lutèce, Paris
- 2003 : Roméo et Juliette, Arènes de Lutèce, Paris
- 2004 : Utopia 421, Théâtre de Jussieu, Paris
- 2005 : 45 E Parallèle, Théâtre Pixel, Paris
- 2006 : Soleil Noir, Théâtre Le Proscenium, Paris
- 2007 : L’Empire, Vingtième Théâtre, Paris
- 2008 : Howlin’, Théâtre Clavel, Paris ;
- 2008 : Tribute to Julian Beck and living theater, Grand slam de poésie, Bobigny
- 2008 : Poetic relief of Bob Dylan, Grand slam de poésie, Bobigny
- 2008-2009 : Gore, Théâtre Pixel, Paris
- 2009 : Beat up club, Théâtre Pixel, Paris
- 2009 : Révolution permanente, Ciné 13, Paris
- 2009 : One night stand, New Morning, Paris
- 2011-2012 : Meta/Scanning Hamlet, Théâtre de Ménilmontant, Paris
- 2013 : Macbeth, Théâtre 13/Seine, Paris
- 2014 : L'Enfant léger, Pixel Avignon, Avignon
- 2015 : En pleine lumière, Théâtre des Halles, Avignon

### Comédien
- 2000 : Marc, Breaking the States, m.e.s Amy Woods, Théâtre Buffon, Avignon
- 2001 : Iakov, La Mouette, m.e.s Philippe Calvario, Théâtre des Bouffes du Nord, Paris
- 2001 : le narrateur, Naissance d’une tragédie, m.e.s. Arny Berry, Arènes de Lutèce, Paris
- 2003 : Mercutio, Roméo et Juliette, m.e.s. Arny Berry, Arènes de Lutèce, Paris
- 2004 : l'inspecteur, Roberto Zucco, m.e.s Philippe Calvario, Théâtre des Bouffes du Nord, Paris
- 2006 : Vladimir, Soleil noir, m.e.s. Arny Berry, Théâtre Le Proscenium, Paris
- 2013 : Macbeth, Macbeth, m.e.s Arny Berry, Théâtre 13/Seine, Paris

### Assistant à la mise en scène
- 2001 : assistant de Philippe Calvario, La Mouette, Théâtre des Bouffes du Nord, Paris
- 2003 : assistant d'Antoine Bourseiller, Jean Genet, théâtre des Amandiers, Nanterre
- 2005 : assistant de Didier Long, Je viens d’un pays de neige, Théâtre Déjazet, Paris
- 2012 : assistant de Gérard Gelas, Riviéra, Théâtre du chêne noir, Paris
- 2012 : assistant de Gérard Gelas, Les Derniers Jours de Stefan Zweig, Théâtre Antoine, Paris

## Filmographie

### Cinéma
- 1985 : Le Voyage à Paimpol, de John Berry : le fils de Maryvonne et Joël
- 1998 : La Mère Christain, de Myriam Boyer : un passant à vélo
- 2007 : Eden Log, de Franck Vestiel : gardien y

### Télévision
- 2001 : Julie Lescaut : Romain
- 2003 : Central Nuit : le flic
- 2006 : PJ : le tailleur
- 2010 : La Vie devant soi